# Lastschrift
Die Lastschrift (auch Bankeinzug genannt) ist im bargeldlosen Zahlungsverkehr ein Zahlungsinstrument, bei dem der Zahlungsempfänger eine Forderung aufgrund eines vom Zahlungspflichtigen vorliegenden Mandats einziehen darf, was durch Kontogutschrift beim Zahlungsempfänger und nachfolgender Kontobelastung beim Zahlungspflichtigen mittels Buchgeldübertragung geschieht.

## Allgemeines
Beteiligte bei der Lastschrift sind der Gläubiger als Zahlungsempfänger, dessen kontoführende Bank als „erste Inkassostelle“ sowie der Schuldner als Zahlungspflichtiger und dessen kontoführendes Institut als „Zahlstelle“.
Im Gegensatz zur Überweisung wird der Zahlungsvorgang bei der Lastschrift nicht vom Zahlungspflichtigen ausgelöst, sondern vom Zahlungsempfänger, der seiner Bank als erster Inkassostelle den Auftrag zum Einzug einer Lastschrift erteilt. Den Vorgang bezeichnet man auch als „Lastschrifteinreichung“, den Zahlungsempfänger dementsprechend als „Lastschrifteinreicher“. Die Einreichung kann beleghaft auf dafür vorgesehenen Vordrucken („Lastschriftbeleg“), im Datenträgeraustauschverfahren oder online durch Datenfernübertragung erfolgen. Damit die Lastschrift auch im SEPA-Umfeld eingesetzt werden kann, sind Anpassungen erforderlich. Das Lastschriftverfahren ist den Sicherheitsvorteilen des Dauerauftrags angeglichen, bei dem die Veranlassung wie bei der Überweisung ebenfalls vom Zahlungspflichtigen ausgeht. Der hauptsächliche Unterschied zwischen Lastschriften und dem Dauerauftrag ist, dass letzterer einen festen Betrag umfasst, die Lastschriften können auch veränderliche Beträge enthalten.
Seit dem 1. November 2010 sind alle Kreditinstitute in der EU zur Unterstützung der SEPA-Lastschrift verpflichtet (passiv, d. h. der Einzug von Konten des Instituts muss möglich sein). Übergangsregelungen für das EL-Verfahren (Elektronische Lastschriftverfahren) galten unter Berücksichtigung des deutschen Begleitgesetzes bis zum 1. Februar 2016. Nach Ablauf dieser Übergangsfristen entfielen die nationalen Lastschriftverfahren.

## Rechtsfragen
Der Rechtsbegriff Lastschrift erfährt in § 1 Abs. 21 ZAG eine Legaldefinition: „Lastschrift ist ein Zahlungsvorgang zur Belastung des Zahlungskontos des Zahlers, bei dem der Zahlungsvorgang vom Zahlungsempfänger aufgrund der Zustimmung des Zahlers gegenüber dem Zahlungsempfänger, dessen Zahlungsdienstleister oder seinem eigenen Zahlungsdienstleister ausgelöst wird.“
Bei der SEPA-Lastschrift gelten materiell-rechtlich die Vorschriften des Zahlungsdiensterechts (§§ 675c ff. BGB) und formell die – als AGB anzusehenden – Sonderbedingungen für den Lastschriftverkehr. Zwischen den Kreditinstituten ist das Lastschriftabkommen anzuwenden. Zudem hat im Juli 2010 der BGH die Rechtsprechung zur Einzugsermächtigung in der Insolvenz vereinheitlicht und einen Weg zur Weiterentwicklung der Einzugsermächtigungslastschrift in eine (vor)autorisierte Zahlung aufgezeigt. Hierin hat der BGH bestätigt, dass das Einzugsermächtigungslastschriftverfahren von der Kreditwirtschaft seit Inkrafttreten des neuen Zahlungsdiensterechts rechtswirksam in den AGB dem SEPA-Basislastschriftverfahren nachgebildet werden kann (§ 675j Abs. 1, § 675x Abs. 1, Abs. 2, Abs. 4 BGB).
Voraussetzung für die Teilnahme am Lastschriftverfahren ist ein bestehender Girovertrag nach § 675f BGB zwischen dem Zahlungsempfänger und seinem Kreditinstitut (erste Inkassostelle; Inkassoverhältnis) sowie zwischen dem zahlungspflichtigen Schuldner und seinem Kreditinstitut (Zahlstelle; Deckungsverhältnis). Das Gesetz sieht ausdrücklich vor, dass der Zahlungsauftrag dem Zahlungsdienstleister des Zahlers „unmittelbar oder mittelbar über den Zahlungsempfänger“ erteilt wird (§ 675f Abs. 3 Satz 2 BGB). Nach Abschnitt A Nr. 2.4 der Sonderbedingungen für den Lastschriftverkehr können Einwendungen des Zahlungspflichtigen bei Einzugsermächtigung sechs Wochen nach Rechnungsabschluss geltend gemacht werden.
Nach Nr. 9 Abs. 1 AGB Banken werden die vom Zahlungsempfänger eingereichten Lastschriften vor ihrer Einlösung gutgeschrieben, und zwar unter dem Vorbehalt ihrer Einlösung („Eingang vorbehalten“). Werden danach Schecks oder Lastschriften nicht eingelöst, darf die Bank die Vorbehaltsgutschriften auch noch nach Rechnungsabschluss rückgängig machen (Storno). Lastschriften und Schecks gelten als eingelöst, wenn die Belastung nicht spätestens am zweiten Bankarbeitstag nach Belastungsbuchung rückgängig gemacht wird (Nr. 9 Abs. 2 AGB-Banken). Der Abbuchungsauftrag ist aus § 675f Abs. 3 Satz 2 BGB und § 675u BGB ableitbar, wonach die Bank Lastschriften bestimmter Gläubiger einlösen soll. Die Einzugsermächtigung wird von § 675c BGB nur am Rande erfasst, denn es fehlt das Kernstück des neuen Bankvertragsrechts, nämlich der Zahlungsauftrag eines Zahlungspflichtigen an seine Zahlstelle.
Nach herrschender Meinung ist die Verbindlichkeit des Zahlungspflichtigen aus der Lastschrift eine Holschuld, der Schuldner muss lediglich für ausreichende Kontodeckung im Zahlungszeitpunkt sorgen und die Lastschrift nach § 675j Abs. 1 BGB autorisieren. Im Valutaverhältnis findet der Gefahrübergang statt, sobald die Bankverbindung des Zahlungspflichtigen die Lastschrift eingelöst und dessen Girokonto belastet hat.

## Ablauf
Lastschriften eignen sich insbesondere für periodisch wiederkehrende Zahlungsverpflichtungen aus Dauerschuldverhältnissen (wie Mieten, Kredittilgungen, Abgaben). Der Gläubiger von diesen Vertragsverhältnissen reicht die Lastschrift über seine Forderung aufgrund der Ermächtigung seines Schuldners bei der ersten Inkassostelle ein, die dem Gläubiger eine vorläufige Gutschrift „Eingang vorbehalten“ erteilt und die Lastschrift der Zahlstelle vorlegt. Die Zahlstelle löst die Lastschrift mit Zustimmung (Autorisierung) des Zahlungspflichtigen durch Kontobelastung ein. Ohne Autorisierung ist die Belastung nach § 675j Abs. 1 Satz 1 BGB unwirksam und rückgängig zu machen. Beim Einzugsermächtigungsverfahren hängt die Wirksamkeit der Kontobelastung davon ab, dass der Zahlungspflichtige diese gegenüber seiner Zahlstelle genehmigt (§ 684 Satz 2 BGB). Mangels girovertraglicher Weisung steht der Zahlstelle im Deckungsverhältnis damit so lange kein Aufwendungsersatzanspruch gemäß § 670 BGB zu, bis der Schuldner die unberechtigte Belastung seines Kontos nach § 684 Satz 2 BGB genehmigt hat.

## Einzugsermächtigung und Abbuchungsauftrag
Die beiden klassischen Arten der Lastschrift, die Einzugsermächtigung und der Abbuchungsauftrag, wurden in der EU abgeschafft, da sie als zu unsicher galten. Es verbleibt die SEPA-(Basis-)Lastschrift und die SEPA-Firmenlastschrift. Die frühere Unterscheidung zwischen Einzugsermächtigungs- und Abbuchungslastschrift ist somit entfallen.
Das frühere Einzugsermächtigungsverfahren darf nur noch für Zahlungen genutzt werden, die an einer Verkaufsstelle mit Hilfe einer Zahlungskarte generiert werden (Elektronisches Lastschriftverfahren). Es wird von diversen Händlern weiterhin eingesetzt, weil es vermeintlich kostengünstiger ist als Kartenzahlungen mit einer Kreditkarte bzw. einer Debitkarte mit Zahlungsgarantie.
- Deutschland: Seit dem 1. Februar 2016 ist das Einzugsermächtigungsverfahren ohne Zahlungskarte nicht mehr zulässig.
- Das Abbuchungslastschriftverfahren gibt es seit Februar 2014 nicht mehr.
- In Österreich erfolgte die Umstellung auf SEPA am 1. Februar 2014.

## Gültigkeit des SEPA-Lastschriftverfahrens
SEPA-Lastschriften gibt es im gesamten Europäischen Zahlungsraum (SEPA). Dazu gehören alle 27 Mitglieder der Europäischen Union (inklusive der französischen Übersee-Départements Guadeloupe, Französisch-Guayana, Martinique, Réunion, Mayotte (seit dem 31. März 2011) und Saint-Pierre und Miquelon, der zu Spanien gehörenden Kanarischen Inseln, der Exklaven Ceuta und Melilla sowie der portugiesischen Inseln Azoren und Madeira). Ferner gehören dem Europäischen Zahlungsraum die drei übrigen Länder des Europäischen Wirtschaftsraums Island, Liechtenstein und Norwegen sowie die Nicht-EWR-Mitglieder Andorra, Monaco, San Marino, die Schweiz, das Vereinigte Königreich und die Vatikanstadt an. Für letztere Länder gilt allerdings die Sondersituation, dass sie zwar an die SEPA-Regelwerke, aber nicht an die EU-Verordnungen und EU-Richtlinien gebunden sind.
Nicht zum Europäischen Zahlungsraum gehören die britischen Kanalinseln Jersey und Guernsey, die Isle of Man, die dänischen Färöer-Inseln und Grönland. Teilnehmerländer sind ferner nicht – obwohl sie den Euro als Landeswährung verwenden – Kosovo und Montenegro, wohl aber das abhängige Gebiet Gibraltar.
Außerhalb des Europäischen Zahlungsraumes bestehen andere Zahlungsgewohnheiten. In den USA werden unbare Zahlungen in den überwiegenden Fällen über Debitkarten, gefolgt von Kreditkarten, abgewickelt. Die Kartenzahlungen haben die bis ungefähr 2005 vorherrschenden Schecks abgelöst. Nach Volumen, wo Zahlungen von Unternehmen stärker beitragen, spielen Karten eine geringe Rolle und haben Schecks noch einen hohen Anteil, wurden aber von Automated-Clearing-House(ACH)-Zahlungen überholt. Im ACH gibt es zwei Verfahren, die ungefähr der Überweisung und der Lastschrift im Euro-Raum entsprechen.

## Arten der SEPA-Lastschrift
Seit November 2009 sieht der SEPA-Zahlungsverkehr für die Bankkunden zwei Lastschriftverfahren vor:
- die Basislastschrift (SEPA Core Direct Debit/SEPA Direct Debit CORE) enthält für Verbraucher vom deutschen Einzugsermächtigungslastschriftverfahren zahlreiche bekannte Elemente.
- die Firmenlastschrift (SEPA Business to Business Direct Debit, SEPA Direct Debit B2B) gewährt unwiderrufliche Zahlungen von Geschäftskunden und ähnelt dem vormaligen Abbuchungsauftragsverfahren.

### SEPA-Basislastschrift
Aufgrund der Regelwerke für die SEPA-Basislastschrift müssen wiederkehrende und einmalige Lastschriften einen Tag vor Fälligkeit bei der Zahlstelle vorliegen. Einer SEPA-Basislastschrift kann innerhalb von acht Wochen nach Kontobelastung widersprochen werden, so dass der Belastungsbetrag wieder gutgeschrieben wird. Bei einer nicht autorisierten Zahlung kann der Zahler innerhalb von 13 Monaten nach Belastung die Erstattung des Lastschriftbetrages verlangen.
Vor den Änderungen zum 20. November 2016 betrug die Vorlagefrist von Lastschriften beim Zahlungsdienstleister (ZDL) bei der einmaligen oder erstmaligen wiederkehrenden Basislastschrift fünf Tage, bei folgenden wiederkehrenden zwei Tage. Die Bedeutung des Wertes CORE wurde auf D-1 geändert. Die dadurch obsolete Eillastschrift COR1 wurde mit der Änderung abgeschafft.

### SEPA-Firmenlastschrift
Einmalige, erstmalige oder Folgelastschriften müssen gemäß SEPA-Regelwerk für die SEPA-Firmenlastschrift einen Tag vor Fälligkeit bei der Zahlstelle vorliegen. Bei der SEPA-Firmenlastschrift besteht keine Möglichkeit des Widerspruchs der Lastschrift, da die Zahlstelle verpflichtet ist, die Mandatsdaten bereits vor der Belastung auf Übereinstimmung mit der vorliegenden Zahlung zu prüfen. Da die SEPA-Firmenlastschrift nur von Kunden genutzt werden kann, die keine Verbraucher sind, darf der Erstattungsanspruch des § 675x Abs. 1 BGB für diese Verfahrensart abbedungen werden (§ 675e Abs. 4 BGB in Verbindung mit Abschnitt D. Nr. 2. 1. 1 am Ende).

## SEPA-Lastschriftmandat
Gemäß § 675j Abs. 1 Satz 1 BGB ist für die Wirksamkeit des Zahlungsvorgangs maßgeblich, ob der Zahlungspflichtige diesem zugestimmt hat (Autorisierung). Diese Autorisierung des Zahlungsvorgangs kann vorab oder – falls zwischen dem Zahlungspflichtigen und seinem Kreditinstitut vereinbart – auch nachträglich durch Mandat erfolgen (§ 675j Abs. 1 Satz 2 BGB). Liegt kein Mandat vor, handelt es sich um unautorisierte Lastschriften. Eine unautorisierte Lastschrift kann vom Zahlungspflichtigen innerhalb von 13 Monaten nach der Kontobelastung zurückgegeben werden.
Die im Oktober 2009 neu gefassten „Sonderbedingungen für den Lastschriftverkehr“ sehen vor, dass die Zahlung mittels Lastschrift im SEPA-Lastschriftverfahren gegenüber der Zahlstelle bereits vorab mit Erteilung des SEPA-Lastschriftmandats autorisiert ist (Abschnitt C. und D. jeweils Nr. 2. 2. 1). Das SEPA-Mandat beinhaltet nämlich nicht nur – wie die Einzugsermächtigung (Abschnitt A. Nr. 2. 1. 1) – die Gestattung des Zahlungsempfängers, den Betrag vom Konto des Zahlungspflichtigen einzuziehen, sondern darüber hinaus auch die an die Zahlstelle gerichtete Generalweisung, die vom Zahlungsempfänger auf das Schuldnerkonto gezogene SEPA-Lastschrift einzulösen (Abschnitt C. und D. jeweils Nr. 2. 2. 1). In dieser Weisung liegt nach der neuen Terminologie des Gesetzes der Zahlungsauftrag gemäß § 675f Abs. 3 Satz 2 BGB. Der an die Zahlstelle zu richtende Zahlungsauftrag wird dieser im SEPA-Lastschriftverfahren durch den Zahlungsempfänger als Erklärungsboten (vgl. § 120 BGB) über sein Kreditinstitut übermittelt. Geht der Zahlungsauftrag der Zahlstelle auf diesem Wege zu, wird er wirksam (§ 675n Abs. 1 Satz 1 BGB). Da der als Generalweisung vorab erteilte Zahlungsauftrag noch der Präzisierung bedarf, ermächtigt der Zahlende mit dem Mandat zugleich den Zahlungsempfänger, diesen durch die Einreichung bezifferter Lastschriften zu konkretisieren.

### Typen des SEPA-Mandats
Das Regelwerk des Europäischen Zahlungsverkehrsausschusses (EPC) sieht für SEPA drei Typen des Mandats vor:
1. das papiergebundene Mandat mit der eigenhändigen Unterschrift des Zahlungspflichtigen[21];
2. das e-Mandat des EPC:[22] Diese Form des Mandats ist ein freiwilliger Service der Banken und wird von der Deutschen Kreditwirtschaft nicht angeboten;
3. das elektronische Mandat mit einer sicheren Unterschrift. Die Deutsche Kreditwirtschaft ist durch das Regelwerk des EPC verpflichtet, diesen Mandatstyp zu unterstützen. In der Sitzung des Deutschen SEPA-Rates vom 21. August 2013 wurde bekräftigt, dass sich an der bisherigen Geschäftspraxis für die Einlösung von Lastschriften auf Basis von im Internet erteilten Lastschriftmandaten nichts ändern wird.[23]

### Wirksame Online-Mandatserteilung in Deutschland
In der EU-Verordnung Nr. 260/2012 ist bei der SEPA-Mandatserteilung die Schriftform vorgeschrieben. Die abschließende, nationale Regelung ist in §§ 126 und 127 Abs. 2 BGB definiert. Dem BGB nach genügt für die Wahrung der durch die EU-Verordnung vorgeschriebenen Schriftform die telekommunikative Übermittlung, sofern die beteiligten Parteien nichts einzuwenden haben. Neben dem Gläubiger und dem Zahler sind Banken an einer Transaktion beteiligt. Diese müssen sich an das Regelwerk des European Payments Council, das SEPA Direct Debit Core Rulebook, halten. In diesem Regelwerk steht eine Empfehlung (keine Weisung) an die Banken, die SEPA-Lastschriftmandate in ausgedruckter und handschriftlich unterschriebener Form zu akzeptieren. Somit können die einzelnen Banken über die Akzeptanz von online erteilten Mandaten entscheiden.
Für diese Schlussfolgerung sprachen sich sowohl der deutsche SEPA-Rat in einer Pressemitteilung als auch die Bundesregierung im Bundestag aus.

### Eigenschaften des SEPA-Mandats
Mit dem SEPA-Mandat sind bestimmte Eigenschaften verbunden:
- Es enthält die ausdrückliche Weisung des Zahlungspflichtigen an seine Zahlstelle, bestimmte einmalige oder wiederkehrende Lastschriften einzulösen (gilt seit 9. Juli 2012 durch Änderung der AGB aller Banken auch für die nationale Lastschrift). Aufgrund des SEPA-Mandates gilt der Einzug der SEPA-Lastschrift stets als autorisierte Zahlung nach § 675j Abs. 1 BGB, wohingegen eine Einzugsermächtigung grundsätzlich unautorisiert ist (gilt seit 9. Juli 2012 durch Änderung der AGB aller Banken auch für die nationale Lastschrift).
- Das SEPA-Mandat weist für eine SEPA-Basislastschrift auf die Rückgabemöglichkeit innerhalb von acht Wochen hin (gilt seit 9. Juli 2012 durch Änderung der AGB aller Banken auch für die nationale Lastschrift).
- Bei einer Anfechtung des Mandates durch den Zahlungspflichtigen muss der Gläubiger das SEPA-Mandat über die Bank an den Zahlungspflichtigen liefern.
- Wird das SEPA-Mandat 36 Monate lang nicht genutzt, erlischt es. Generell muss die Referenz für das SEPA-Mandat (also beispielsweise die Unterschrift des Schuldners) vom Zahlungsempfänger gespeichert werden.
- SEPA-Mandate können geändert werden (sogenannte „Mandatsversionen“). Die Verwaltung dieser Mandatsversionen kann über mehrere Versionen (aktuelle und zukünftige) erfolgen – dies wird u. a. mit Hilfe der Referenzierung realisiert.[29]

## Inhalt des SEPA-Lastschriftmandats
Der Inhalt eines SEPA-Lastschriftmandats ist durch das „SEPA Direct Debit Core Rulebook“, vom European Payments Council (EPC) vorgegeben:
- Überschrift
- Mandatsreferenz (vergeben vom Gläubiger)
- Name und Logo des Gläubigers
- Autorisierung durch den Zahler: Einzugsermächtigung und Weisung zur Einlösung an die Bank des Zahlers
- Hinweis auf das Erstattungsrecht von acht Wochen
- Angaben zum Zahler
- Weitere Angaben zum Gläubiger
- Zahlungsart: Einmalig oder wiederkehrend
- Ort und Datum der Unterschrift
- Unterschrift des Zahlers
- Angaben zum Vertragsverhältnis zwischen Gläubiger und Zahler

## SEPA-Lastschrift-Vorabinformation
Die Vorabinformation ist eine formlose Ankündigung der Kontobelastung durch die bevorstehende SEPA-Lastschrift. Der Gläubiger hat dem Zahler den Zeitpunkt der Kontobelastung und den Betrag, beispielsweise mittels eines Hinweises in der Rechnung, mitzuteilen. Durch die Vorabinformation hat der Zahler Zeit, sich auf die Abbuchung einzurichten und sein Konto ausreichend gedeckt zu halten. Die Frist für die Vorabinformation beträgt im Regelfall 14 Kalendertage vor der Fälligkeit der Lastschrift und kann in Absprache mit dem Zahler, beispielsweise durch einen Rechnungsvermerk auf minimal einen Tag verkürzt werden.
Bei wiederkehrenden Lastschriften mit unveränderten Beträgen (z. B. Zeitschriftenabonnements) muss die Lastschrift nur einmalig – vor der ersten Belastung – angekündigt werden. Um den genauen Zeitpunkt der Kontobelastung bestimmen und angeben zu können, muss die Vorlagefrist bei der Bank beachtet werden.

## Erfüllung
Nach den Grundsätzen der Erfüllung einer Geldschuld ist die dem Lastschrifteinzug zugrunde liegende Forderung erst mit vorbehaltloser Gutschrift auf dem Konto des Zahlungsempfängers – auflösend bedingt – erfüllt. Mit vorbehaltloser Gutschrift erlangt der Zahlungsempfänger die erforderliche uneingeschränkte Verfügungsbefugnis über den Zahlbetrag. Im Inkassoverhältnis zwischen Gläubiger und seiner Bank ergeben sich im SEPA-Verfahren keine Änderungen. Im Fall des Einzugs der Forderung mittels Lastschrift bewirkt der Zahlungspflichtige mit der Kontogutschrift nicht die originär geschuldete Geldzahlung, sondern verschafft dem Gläubiger stattdessen einen Auszahlungsanspruch gegen dessen erste Inkassostelle. Eine solche rechtgeschäftliche Erfüllungsvereinbarung kann unter einer auflösenden Bedingung stehen, so dass die Rechtsfolge der Erfüllung im Falle des Bedingungseintritts entfällt. Allerdings hat der Gläubiger im SEPA-Basislastschriftverfahren – anders als im SEPA-Firmenlastschriftverfahren (§ 675e Abs. 4 BGB in Verbindung mit Abschnitt D. Nr. 2. 1. 1 am Ende) – erst acht Wochen nach der Belastungsbuchung auch eine endgültig gesicherte Rechtsposition erlangt. Bis zu diesem Zeitpunkt kann der Zahlungspflichtige von seiner Bank ohne Angabe von Gründen Erstattung des Zahlbetrages verlangen (§ 675x Abs. 1, Abs. 2, Abs. 4 BGB i. V. m. Abschnitt C. Nr. 2. 5 Abs. 1).

## Lastschriftrückgabe
Eine nicht eingelöste Lastschrift wird als Lastschriftrückgabe bezeichnet. Sie wird nach einem im Lastschriftabkommen definierten Verfahren zwischen den beteiligten Banken zurückgebucht, dem Konto des Zahlungsempfängers wieder belastet und dem Konto des Zahlungspflichtigen wieder gutgeschrieben. Gründe für die Rückgabe einer Lastschrift sind zum Beispiel:
- Das Einzugskonto weist keine Kontodeckung auf, auf dem Konto besteht weder ausreichendes Bankguthaben noch ist eine ausreichende Kreditlinie vorhanden.
- Das angegebene Konto besteht nicht oder ist aufgelöst worden.
- Bei dem angegebenen Konto handelt es sich um ein Sparkonto.
- Es liegt kein Abbuchungsauftrag vor (nur beim Abbuchungsauftragsverfahren).
- Rücklastschrift: der Zahlungspflichtige hat der Lastschrift widersprochen (siehe unten Abschnitt Widerruf)

Dem Zahlungsempfänger wird der Grund einer zurückgegebenen Lastschrift üblicherweise mitgeteilt, etwa beim Widerspruch durch Andruck des Textes „Vorgelegt und nicht bezahlt wegen Widerspruchs“. Wenn die Lastschrift allerdings mangels Deckung nicht ausgeführt wird, wird oftmals nur „Vorgelegt und nicht bezahlt“ ausgedruckt.

### Gebühren der Lastschriftrückgabe
Im Allgemeinen entstehen Bankgebühren für Lastschriftrückgaben. Deren genaue Verteilung auf Zahlungsempfänger und Zahlungspflichtige regeln die Banken im Einklang mit lokaler Gesetzgebung. Lag zum Zeitpunkt der Einreichung der Lastschrift eine Einzugsvereinbarung gegenüber dem Zahlungsempfänger vor, so wird dieser die ihm entstandenen Aufwendungen und Auslagen gegenüber dem Zahlungspflichtigen als Schadensersatz geltend machen können. In Deutschland darf eine Bank von einem Zahlungspflichtigen keine Gebühren für eine Lastschriftrückgabe verlangen. Bei berechtigtem, aber misslungenem Einzugsversuch dürfen dem Zahlungspflichtigen vom Zahlungsempfänger nur die tatsächlichen Kosten einer Rücklastschrift berechnet werden; dies sind in der Regel die zwischen den beteiligten Banken berechneten Gebühren (nach Lastschriftabkommen maximal drei Euro) sowie die Gebühren, die die Bank dem Zahlungsempfänger berechnet, nicht aber der Arbeitsaufwand beim Zahlungsempfänger. Für die Benachrichtigung, dass eine Lastschrift vom Konto des Zahlungspflichtigen nicht eingelöst werden konnte, darf keine Gebühr erhoben werden, sofern es sich nicht um eine SEPA-Lastschrift handelt, bei der Benachrichtigungsgebühren vereinbart werden dürfen.

## Widerruf
Da der schuldende Zahlungspflichtige weder die Höhe noch den Zahlungszeitpunkt im Lastschriftverfahren bestimmen kann, wird ihm von seiner kontoführenden Zahlstelle ein Widerrufsrecht eingeräumt.
In Deutschland ist der Widerruf in § 675j Abs. 2 Satz 1, § 675p BGB abschließend geregelt, sofern mindestens ein Verbraucher beteiligt ist. Schon dem eindeutigen Wortlaut nach gibt § 675x BGB dem Zahlungspflichtigen einen eigenständigen Anspruch als aktives Gegenrecht, der die Autorisierung des Zahlungsvorgangs nicht entfallen lässt. Ebenso wenig eröffnet § 675p Abs. 4 Satz 1 BGB im Fall der Lastschrift die Möglichkeit, die Frist zum Widerruf des Zahlungsauftrags durch vertragliche Vereinbarung zwischen Schuldner und Schuldnerbank zu verlängern. Verweigert der Zahlungspflichtige die Genehmigung, indem er der Belastungsbuchung widerspricht, muss die Zahlstelle diese Belastung berichtigen (Storno). Erfolgt der Widerspruch innerhalb von acht Wochen nach der Belastungsbuchung, so kann die Zahlstelle die Lastschrift im Interbankenverhältnis zurückgeben (Abschnitt III Nr. 1 und 2 des Lastschriftabkommens); die Inkassostelle belastet sodann das Gläubigerkonto mit dem zuvor gutgeschriebenen Betrag einschließlich Rücklastschriftgebühren. Bei Firmenlastschriften kann das Widerrufsrecht des § 675j Abs. 2 BGB in Verbindung mit § 675e Abs. 4 BGB ausgeschlossen werden mit der Folge, dass ein Widerruf einer dem Konto des Zahlungspflichtigen belasteten Lastschrift nicht möglich ist.
Wenn keine Einzugsermächtigung vorgelegen hat, beträgt die Widerrufsfrist 13 Monate.
Ansprüche des Zahlungspflichtigen gegenüber dem Zahlungsempfänger können grundsätzlich innerhalb von drei Jahren geltend gemacht werden (Verjährung: § 195 BGB).

## Änderung der AGB
Die am 9. Juli 2012 in Kraft getretenen AGB-Änderungen der Kreditinstitute gelten sowohl für bereits in der Vergangenheit erteilte Einzugsermächtigungen als auch solche, die nach der AGB-Änderung erteilt werden. Zu beachten ist dabei, dass der Gläubiger den Zahlungspflichtigen vor dem ersten SEPA-Basislastschrifteinzug über den Wechsel vom Einzug per Einzugsermächtigungslastschrift auf den Einzug per SEPA-Basislastschrift in Textform zu unterrichten hat. Die „EU-Verordnung Nr. 260/2012“ („SEPA-Verordnung“) sieht eine Regelung zur Mandatsmigration vor. Diese wird aber nur in den Fällen greifen, in denen keine entsprechende nationale Regelung oder anderweitige Kundenvereinbarungen vorliegen. Letzteres ist in Deutschland mit der zitierten AGB-Änderung erfolgt. Die Verordnung flankiert die AGB-Änderung und sorgt in den Fällen für Rechtssicherheit, in denen die AGB-Änderung nicht wirksam geworden sein sollte. Die Verordnung ist am 31. März 2012 in Kraft getreten; 2014 wurde sie durch Umformulierung einer Übergangsbestimmung und hinzufügen zweier weiterer Übergangsbestimmungen geändert.
Diese AGB-Änderungen erfassen nicht die im Abbuchungsauftragsverfahren erteilten Abbuchungsaufträge. Das bedeutet, dass die Einholung eines neuen SEPA-Firmenlastschrift-Mandats erforderlich ist. Deshalb müssen sich Zahlungsempfänger und Zahlungspflichtiger entweder auf die Nutzung des SEPA-Basis- oder des SEPA-Firmenlastschriftverfahrens einigen. Dabei ist ein entsprechendes Lastschriftmandat vom Zahlungspflichtigen einzuholen.

## Missbrauch des Lastschriftverfahrens
Das Lastschriftverfahren kann in betrügerischer Absicht benutzt werden, sowohl zur Kreditbeschaffung (Lastschriftreiterei) als auch als unberechtigter Lastschrifteinzug in der Tätererwartung, der belastete Kontoinhaber werde dies nicht bemerken. Beides ist als Betrug strafbar. Strafbar ist auch das Vortäuschen einer Zahlungsabsicht durch einen Zahlungspflichtigen als Eingehungsbetrug, wenn dieser nicht willens ist, die Lastschrift zu begleichen, und weiß, dass sein Girokonto am Abbuchungstag nicht gedeckt sein wird. Dieser Tatbestand liegt beispielsweise vor, wenn die Abbuchung unverzüglich nach einer Bestellung erfolgt.
Für die Handhabung einer Korrektur falscher Lastschriften sind die Unterschiede im Vertragsrecht nach BGB und HGB zwischen dem Handeln eines Verbrauchers als Zahlungspflichtigem und dem Handeln eines Kaufmanns als Zahlungsempfänger zu beachten. Der Zahlungsempfänger ist in der Regel Kaufmann:
- Der Verbraucher kann durch einfache einmalige Erklärung den generellen Widerruf zum Einzugsermächtigungsverfahren gegenüber dem Kaufmann aussprechen. Trifft keine Stellungnahme des Kaufmanns als Zahlungsempfänger ein, bleibt dieser Widerruf unwidersprochen. In diesem Fall ist eine erneute Belastung kein Widerspruch des Zahlungsempfängers, sondern ein vertragswidriges Verhalten unter der Strafandrohung des Betrugs.
- Ein Kaufmann als Zahlungspflichtiger kann seine Zustimmung für jeden einzelnen Vorgang auch durch stillschweigende Duldung erteilen. Er muss daher bei jeder Handlung durch den anderen Kaufmann als Zahlungsempfänger seine Zustimmung oder seinen Widerspruch ausdrücklich und erneut schriftlich erklären.

Die Beweispflichten sind wie folgt geregelt:
- Der Zahlungsempfänger muss die Einwilligung des Zahlungspflichtigen beweisen (Kopie ausreichend).
- Der Zahlungspflichtige muss die Zustellung der Aufhebungserklärung beweisen (Einschreiben empfohlen).
- Beide Vertragspartner müssen der Aufhebung schriftlich zustimmen (Kopie der Vereinbarung).

Um Missbrauch bei Internetzahlungen per Lastschrift vorzubeugen, hat die Bundesanstalt für Finanzdienstleistungsaufsicht (BaFin) die Mindestanforderungen an die Sicherheit von Internetzahlungen, beginnend ab dem 5. November 2015, verschärft. Neuerdings müssen Online-Shop-Kunden beim Bezahlen ihre Identität doppelt prüfen lassen. Dies gilt jedoch nur bei Einkäufen ab einer Summe von 30 Euro.
In Deutschland gibt es zentrale Sperrdateien, um Missbrauch im unbaren Zahlungsraum mittels Lastschrift einzudämmen. Das verbreitetste Verfahren ist das Sperrsystem „Kriminalitätsbekämpfung im unbaren Zahlungsverkehr durch Nutzung nichtpolizeilicher Organisationsstrukturen (KUNO)“, welches vom EHI Retail Institute in Kooperation mit der deutschen Polizei und dem Hauptverband des Deutschen Einzelhandels betrieben wird. Insgesamt sind über 96 % der Händler und Payment-Anbieter an das System angeschlossen und in den letzten Jahren konnte die Zahl von Betrug mittels Lastschrift erheblich eingedämmt werden.

## Statistik
In Deutschland werden etwa 48 % aller unbaren Zahlungsvorgänge über das Lastschriftverfahren abgewickelt, damit ist Deutschland das Land mit der höchsten Lastschriftnutzung in Europa. Sie ist im Hinblick auf das Transaktionsvolumen das zweitwichtigste Zahlungsinstrument nach der Überweisung, nach Anzahl der Transaktionen sogar das wichtigste:
| Zahlungsinstrument          | Volumen in €    | Anteil | Transaktionen     | Anteil |
| --------------------------- | --------------- | ------ | ----------------- | ------ |
| Überweisungen               | 61.556.034 Mio. | 93,5 % | 7.129 Mio. Stück  | 26,1 % |
| Lastschriften               | 3.434.546 Mio.  | 5,2 %  | 11.757 Mio. Stück | 43,1 % |
| Schecks                     | 38.650 Mio.     | 0,1 %  | 4,8 Mio. Stück    | 0,0 %  |
| Debitkarten/Electronic Cash | 288.560 Mio.    | 0,4 %  | 6.534 Mio. Stück  | 23,9 % |
| Kreditkarten                | 104.723 Mio.    | 0,2 %  | 1.725 Mio. Stück  | 6,3 %  |
| E-Geld-Funktion             | 1.026 Mio.      | 0,0 %  | 24 Mio. Stück     | 0,1 %  |
| Gesamt                      | 65.814.403 Mio. | 100 %  | 27.303 Mio. Stück | 100 %  |

Das bedeutendste Zahlungsinstrument stellt im Hinblick auf das Volumen unangefochten die Überweisung dar.

## International
Das Lastschriftverfahren ist in allen SEPA-Teilnehmerländern möglich. Dazu gehören alle 27 Mitglieder der Europäischen Union (inklusive der französischen Übersee-Départements Guadeloupe, Französisch-Guayana, Martinique, Réunion, Mayotte (seit dem 31. März 2011) und Saint-Pierre und Miquelon, der zu Spanien gehörenden Kanarischen Inseln, der Exklaven Ceuta und Melilla sowie der portugiesischen Inseln Azoren und Madeira). Ferner gehören dem Europäischen Zahlungsraum die drei übrigen Länder des Europäischen Wirtschaftsraums Island, Liechtenstein und Norwegen sowie die Nicht-EWR-Mitglieder Andorra, Monaco, San Marino, die Schweiz, das Vereinigte Königreich und die Vatikanstadt an. Für letztere Länder gilt allerdings die Sondersituation, dass sie zwar an die SEPA-Regelwerke, aber nicht an die EU-Verordnungen und EU-Richtlinien gebunden sind.
Nicht zum SEPA gehören die britischen Kanalinseln Jersey und Guernsey, die Isle of Man, die dänischen Färöer-Inseln und Grönland. Teilnehmerländer sind ferner nicht, obwohl sie den Euro als Landeswährung verwenden, Kosovo und Montenegro sowie die Kleinstaaten Andorra und Vatikanstadt, wohl aber die abhängigen Gebiete Gibraltar und Saint-Pierre und Miquelon.
Außerhalb des SEPA-Raumes bestehen andere Zahlungsgewohnheiten. In den USA werden Zahlungen hauptsächlich über drei Zahlungsinstrumente abgewickelt, nämlich Bargeld, Scheck und Kreditkarten, Lastschriften sind unbekannt.

## Wirtschaftliche Aspekte
Bei Lastschriften wird der Zahlungsstrom durch den Zahlungsempfänger ausgelöst (englisch pull), weil er seine Forderung durch Inkasso über seine Bankverbindung vom Zahlungspflichtigen einziehen lässt. Deshalb besitzt der Gläubiger – anders als bei der Überweisung – kein Zahlungsrisiko. Bei Lastschriften initiiert (gemäß § 675f Abs. 4 Satz 2 BGB) der Zahlungsempfänger die Zahlung, so dass der Zahlungspflichtige ein Liquiditätsrisiko besitzt und für entsprechende Kontodeckung sorgen muss.

## Sonstiges
Umgangssprachlich wird mit Lastschrift allgemein die Belastung eines Bankkontos bezeichnet.